# Prasinocyma peristicta
Prasinocyma peristicta är en fjärilsart som beskrevs av Louis Beethoven Prout 1912. Prasinocyma peristicta ingår i släktet Prasinocyma och familjen mätare. Inga underarter finns listade i Catalogue of Life.